# Dietmar Roth
Dietmar Roth (født 16. september 1963 i Karlsruhe, Vesttyskland) er en tysk tidligere fodboldspiller (forsvarer).
Roth spillede 10 år hos Eintracht Frankfurt, og havde også ophold hos blandt andet Karlsruhe i sin fødeby og Schalke 04. Hos Frankfurt var han med til at vinde DFB-Pokalen i 1988.

## Titler
DFB-Pokal
- 1988 med Eintracht Frankfurt